# Nuevas sensaciones
Nuevas sensaciones es un EP de la banda granadina de rock Los Planetas. La canción se grabó originalmente como cara B del tercer sencillo del álbum debut del grupo Super 8, aunque finalmente sería la cara A de un nuevo ep.

## Lista de canciones
1. Nuevas sensaciones 2:46
2. La casa 4:32
3. Desorden (mix 2)+ 3:59
4. De viaje (mix 2)+^ 4:14

+ Disponibles en otras mezclas en el álbum Super 8.
^ Solo en la edición en vinilo.

## Reediciones
En 2005 se incluyó, en formato CD, en la caja Singles 1993-2004. Todas sus caras A / Todas sus caras B (RCA - BMG). El cofre se reeditó, tanto en CD como en vinilo de 10 pulgadas, por Octubre / Sony en 2015.
En 2015 Subterfuge Records reedita el sencillo en vinilo de siete pulgadas.

## Videoclip
El vídeo promocional de la canción está disponible en el VHS Los Planetas. Videografía (viacarla.com, 2000) y en el DVD Principios básicos de Astronomía (Octubre - Sony Music Entertainment 2009).

## Versiones deNuevas sensaciones
- Nuevas sensaciones es interpretada por Dënver en  el disco homenaje De viaje por Los Planetas (Ondas del Espacio, 2014).
- Nuevas sensaciones tiene otra revisión por Puerto Hurraco en  el disco homenaje Super Acho. Un homenaje estremeñu a Los Planetas (Estudio Marmota, 2024).

## Versiones deLa casa
- Cosmen Adelaida graban La casa para el disco homenaje De viaje por Los Planetas (Ondas del Espacio, 2014).
- La casa es interpretada por Ehta Gente en  el disco homenaje Super Acho. Un homenaje estremeñu a Los Planetas (Estudio Marmota, 2024).

## Versiones deDesorden
- El Último Vecino dan su versión Desorden en De viaje por Los Planetas (Ondas del Espacio, 2014).

## Versiones deDe viaje
- Fangoria y Astrud grabaron[3] una versión de De viaje en un cdsingle publicado en 1998 por FanFatal, el club de fanes de Fangoria, con los temas De viaje (disponible también en la reedición del CD recopilatorio de Fangoria Interferencias (Subterfuge 2005) y en recopilatorio de varios artistas Ritmic.Pop (Junk Records, 2002) y De viaje por la ruta del bakalao (incluido a su vez en el Shangay ep de Fangoria, 1999).
- Odio París versionan De viaje también en De viaje por Los Planetas (Ondas del Espacio, 2014).
- De viaje es grabada por los actores Daniel Ibáñez, Cristalino, Mafo y Chesco Ruíz, que interpretan a Los Planetas en la película Segundo premio (2024), película que refleja el proceso de grabación del tercer disco del grupo Una semana en el motor de un autobús.

## Uso en medios
De viaje forma parte de la banda sonora de la película Todos están muertos, dirigida por Beatriz Sanchís en 2014.